# Nikola Gatarić
Nikola Gatarić (* 9. März 1992 in Zagreb) ist ein kroatischer Fußballspieler.

## Karriere
Gatarić begann seine Karriere bei Radnik Sesvete. Zur Saison 2010/11 rückte er in den Kader der ersten Mannschaft des Drittligisten. Mit Sesvete stieg er 2011 in die 2. HNL auf. Daraufhin wechselte er zur Saison 2011/12 zum unterklassigen NK Dugo Selo. Im Januar 2012 kehrte er zu Sesvete zurück. Dort kam er in einem Jahr zu insgesamt 18 Zweitligaeinsätzen. Im Februar 2013 wechselte er innerhalb der Liga zum NK Zelina. Für Zelina absolvierte er 15 Partien. Zur Saison 2013/14 schloss er sich dem Ligakonkurrenten NK Lučko Zagreb an. Für Lučko kam er ebenfalls 15 Mal in der 2. HNL zum Einsatz. Im Februar 2014 kehrte er wieder zu Zelina zurück. Dort kam er bis Saisonende zu 13 Einsätzen. Mit dem Klub stieg er allerdings 2014 aus der 2. HNL ab.
Daraufhin wechselte Gatarić im August 2014 in die Schweiz zum Viertligisten FC Solothurn. Für Solothurn spielte er sechsmal in der 1. Liga. Im Januar 2015 wechselte er nach Slowenien zum Viertligisten NK Brežice 1919. Mit dem Klub stieg er zu Saisonende in die dritte Liga auf. Zur Saison 2015/16 wechselte der Flügelstürmer weiter nach Deutschland zum fünftklassigen SV Oberachern. Für Oberachern kam er in jener Saison zu 16 Einsätzen in der Oberliga, in denen er zweimal traf. Zur Saison 2016/17 kehrte er nach Brežice zurück, das mittlerweile in die 2. SNL durchmarschiert war. In einem halben Jahr kam er zu 14 Einsätzen in der zweiten Liga, in denen er sechsmal traf.
Im Februar 2017 schloss er sich dem Erstligisten NK Krško an. In seinem ersten Erstligahalbjahr absolvierte er elf Partien in der 1. SNL und traf dabei zweimal. Zur Saison 2017/18 wechselte er innerhalb der Liga zum NK Celje. Für Celje kam er bis zur Winterpause zu sieben Einsätzen. Im Januar 2018 wechselte der Kroate in die Slowakei zum 1. FC Tatran Prešov. Für Tatran Prešov kam er bis Saisonende zu zwölf Einsätzen in der Fortuna liga, aus der er mit dem Verein allerdings zu Saisonende abstieg. Daraufhin wechselte er zur Saison 2018/19 zum Erstligaaufsteiger ŠKF Sereď. Für Sereď absolvierte er bis zur Winterpause 17 Partien, in denen er sieben Tore erzielte. Im Februar 2019 wechselte Gatarić weiter innerhalb der Fortuna liga zum FC Nitra. In Nitra verbrachte er insgesamt zwei Jahre, in denen er zu 48 Einsätzen in der slowakischen höchsten Spielklasse kam.
Im Januar 2021 verließ er das Land nach drei Jahren und wechselte nach Zypern zu Ermis Aradippou. Für Ermis spielte er 17 Mal in der First Division und erzielte zwei Tore. Mit dem Klub stieg er zu Saisonende aus der höchsten zyprischen Liga ab. Zur Saison 2021/22 kehrte er nach Sereď zurück. Dort kam er zu 18 Einsätzen in der Fortuna liga. Im Februar 2022 wechselte Gatarić zum österreichischen Regionalligisten SV Stripfing. Für Stripfing kam er zu 36 Einsätzen in der Regionalliga, in denen er 19 Mal traf. Mit Stripfing stieg er 2023 in die 2. Liga auf, woraufhin er das Team allerdings ursprünglich verließ, ehe er sein Arbeitspapier im Juli 2023 doch noch verlängerte. In der 2. Liga kam er zu 26 Einsätzen, in denen er fünfmal traf. Nach der Saison 2023/24 verließ er Stripfing.
Im August 2024 kehrte er anschließend nach Kroatien zurück und wechselte zum Drittligisten NK Bjelovar.